# Люперц, Маркус
Маркус Люперц (нем. Markus Lüpertz; 25 апреля 1941, Райхенберг, ныне Либерец, Чехия) — немецкий скульптор, относится к неоэкспрессионизму.

## Биография
Учился в Крефельде и Дюссельдорфе. Работал в Западном Берлине, затем по стипендии во Флоренции, преподавал в Карлсруэ и Дюссельдорфе. В 1988—2009 годах был ректором Художественной академии Дюссельдорфа. Планирует создать собственную художественную академию в Потсдаме.

## Творчество

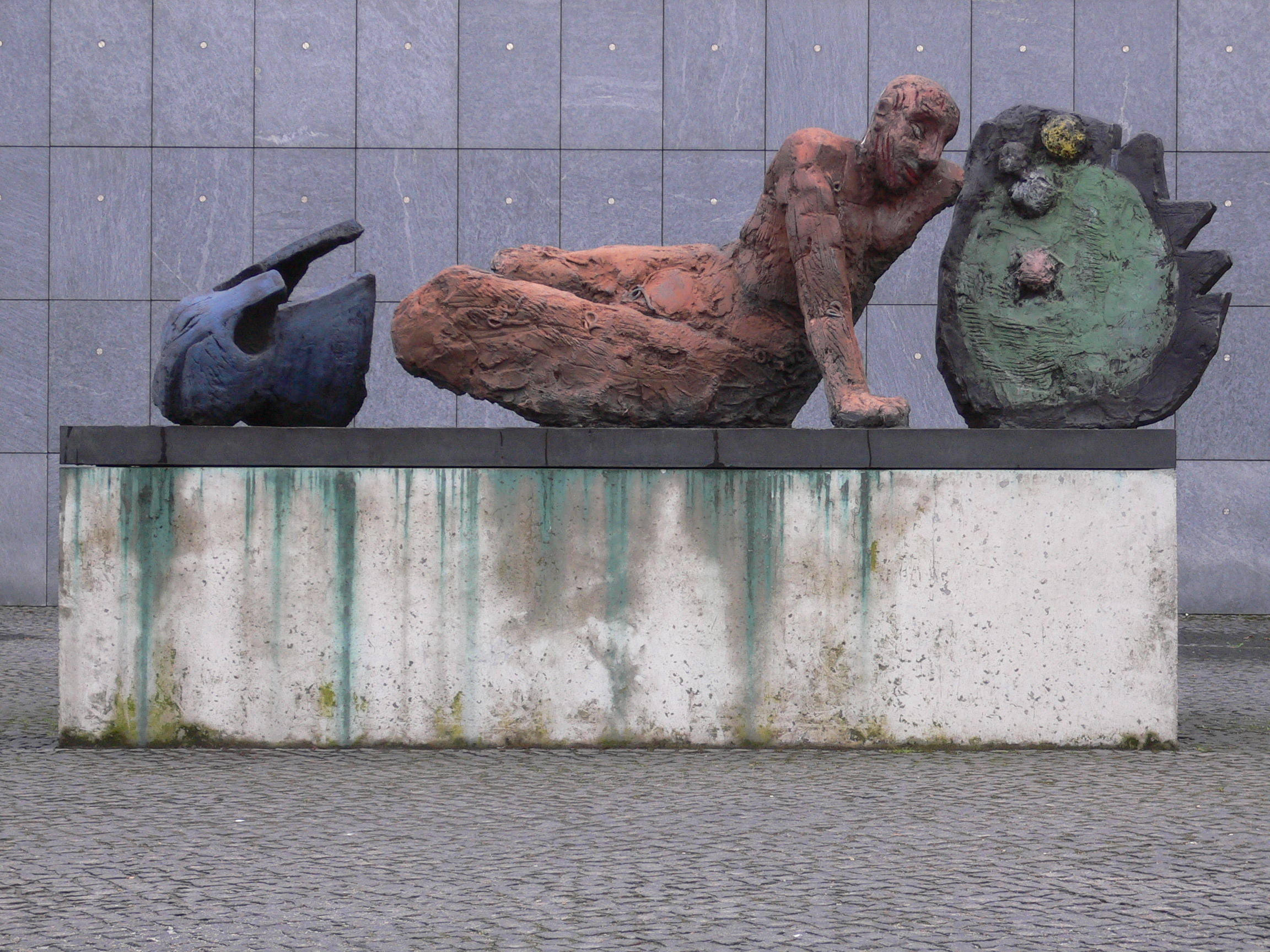
Маркус Люперц. Павший воин. Берлин, 1994

Принадлежал к группе «Новые дикие». В 1970-е испытал воздействие Макса Бекмана, выполнил серию работ, навеянных его произведениями. В 1980-е сделал серии работ, посвященных Орфею и Святому Франциску, скульптуры, внушенные работами Пуссена и Коро. Работал как театральный художник. Пишет стихи, выступает как джазовый пианист. Сотрудничает с Дурсом Грюнбайном.
С 2003 издаёт художественно-литературный журнал под названием «Женщина и пёс», он переведен на итальянский и французский языки.

## Выставки
Первая ретроспективная выставка была открыта в 1977 в Гамбурге, за которой последовали экспозиции в Берне, Амстердаме, Эйндховене. Участвовал в VII выставке Documenta в Касселе.
2021-2022. Московский музей современного искусства. Первая московская ретроспективная выставка